# United Auto Workers
United Auto Workers (UAW) (Trabajadores del Automóvil Unidos), es un sindicato que representa a los trabajadores de los sectores del automóvil, aeroespacial y de producción de maquinaria agrícola en Estados Unidos (incluido Puerto Rico) y Canadá.
Su nombre completo oficial es "The International Union, United Automobile, Aerospace, and Agricultural Implement Workers of America" (El Sindicato Internacional de Trabajadores Unidos del Automóvil, Aeroespaciales e Implementos Agrícolas de América).
La organización se fundó en 1935 como parte del "Congress of Industrial Organizations" (CIO) (Congreso de Organizaciones Industriales) y creció rápidamente desde 1936 hasta la década de 1950.
Desempeñó un papel importante en el ala liberal del Partido Demócrata bajo el liderazgo de Walter Reuther (presidente entre 1946 y 1970). Era conocido por obtener altos salarios y pensiones para los trabajadores del automóvil, pero no pudo lograr la sindicación de las plantas de producción construidas por los fabricantes de vehículos con sede en el extranjero (especialmente, en el sur de los Estados Unidos) después de la década de 1970, y experimentó una disminución constante de miembros. Las razones de este hecho incluyeron el aumento de la automatización, la disminución del uso de mano de obra, el traslado de las fábricas (incluidas las consecuencias del Tratado de Libre Comercio de América del Norte) y el aumento de la globalización.
Los miembros de la UAW en el siglo XXI trabajan en industrias que incluyen la fabricación de automóviles y sus componentes, atención médica, juegos de casino y educación superior. El sindicato tiene su sede en Detroit, Míchigan. A 24 de febrero de 2022, el UAW tiene más de 391.000 miembros activos y más de 580.000 miembros jubilados en más de 600 sindicatos locales, y tiene suscritos 1150 contratos con unos 1600 empleadores.

## Historia

### Década de 1930
La UAW fue fundada en mayo de 1935 en Detroit, Míchigan, bajo los auspicios de la Federación Estadounidense del Trabajo (AFL). [cita requerida] La AFL se había centrado en organizar sindicatos por oficios y evitar las grandes fábricas. Pero un grupo de sindicatos industriales encabezado por John L. Lewis formó el Comité para la Organización Industrial dentro de la AFL en su convención de 1935, creando el CIO original. Al año siguiente, la AFL suspendió los sindicatos industriales, pero estos formaron el  Congress of Industrial Organizations (CIO), incluido el UAW.
El UAW encontró rápidamente el éxito al organizarse con una serie de huelgas, primero en una planta de General Motors en Atlanta en 1936, y la más famosa huelga sentada de Flint que comenzó el 29 de diciembre de 1936. Esa huelga terminó en febrero de 1937 después de que el gobernador de Míchigan, Frank Murphy, jugara el papel de mediador principal, negociando el reconocimiento de la UAW por parte de General Motors. Al mes siguiente, los trabajadores automotrices de Chrysler obtuvieron el reconocimiento de la UAW como su representante en una huelga de brazos caídos. A mediados de 1937, el nuevo sindicato contaba con 150.000 miembros y se estaba extendiendo por las ciudades de fabricación de automóviles y repuestos de Míchigan, Ohio, Indiana e Illinois.
El siguiente objetivo del sindicato fue la Ford Motor Company, que durante mucho tiempo se había resistido a la sindicalización. El gerente de Ford, Harry Bennett, usó la fuerza bruta para mantener al sindicato fuera de Ford, y su Departamento de Servicio se estableció como una unidad interna de seguridad, intimidación y espionaje dentro de la empresa. No se mostró reacio a utilizar la violencia contra los organizadores y simpatizantes sindicales (véase The Battle of the Overpass). Ford tardó hasta 1941 en aceptar un acuerdo de negociación colectiva con la UAW.
Los comunistas proporcionaron muchos de los organizadores y tomaron el control de locales sindicales clave, especialmente el Local 600, que representaba las plantas más grandes de Ford. La facción comunista controlaba algunos de los puestos clave en el sindicato, incluida la dirección de la oficina de Washington, el departamento de investigación y la oficina legal. Walter Reuther a veces cooperó estrechamente con los comunistas, pero él y sus aliados formaron estratégicamente una corriente anticomunista dentro de la UAW.
El UAW descubrió que tenía que ser capaz de cumplir su parte del trato si quería ser una agente de negociación exitoso frente a una corporación, lo que significaba que el propio sindicato tenía que detener las huelgas salvajes y el comportamiento disruptivo de sus miembros. Según un escritor, muchos miembros del UAW eran individualistas extremos a los que no les gustaba que los capataces de la empresa o los agentes sindicales los mandaran. Los líderes de la UAW se dieron cuenta de que tenían que controlar el taller, como explicó Reuther en 1939: "Debemos demostrar que somos una organización disciplinada y responsable; no solo tenemos poder, sino que tenemos el poder bajo control".

### Segunda Guerra Mundial
La guerra cambió drásticamente la naturaleza de la organización del sindicato. La Junta Ejecutiva del UAW votó a favor de hacer una promesa de "no huelga" para garantizar que el esfuerzo de guerra no se viera obstaculizado por las huelgas (aunque algunos ejecutivos del UAW, como Tom Di Lorenzo, se opusieron con vehemencia: "Nuestra política es no ganar la guerra cueste lo que cueste..."), y ese compromiso fue reafirmado posteriormente por los miembros de la organización. A medida que aumentaba la producción de guerra y las fábricas de automóviles se adaptaban para construir tanques, la UAW organizó nuevos locales en estas fábricas y en las fábricas de aviones por todo el país y alcanzó un número máximo de más de un millón de miembros en 1944.

### Posguerra
A partir de noviembre de 1945, el UAW mantuvo una huelga en GM durante 113 días, exigiendo una mayor voz en la gestión. GM acabaría pagando salarios más altos, pero se negó a considerar compartir el poder; el sindicato finalmente llegó a un acuerdo con un aumento salarial de dieciocho centavos y medio por hora trabajada, pero poco más. El UAW fue suscribiendo pactos con GM a cambio de paquetes cada vez mayores de aumentos de salarios y beneficios a través de la negociación colectiva, sin ayuda del gobierno.[cita requerida]

### Nuevo liderazgo
Walter Reuther ganó la elección para ser presidente en la convención constitucional del UAW en 1946, cargo que desempeñó hasta su muerte en un accidente de avión en mayo de 1970. Reuther dirigió el sindicato durante uno de los períodos más prósperos para los trabajadores en la historia de los Estados Unidos. Inmediatamente después de la guerra, los elementos de izquierda exigieron "30-40", es decir, una semana de 30 horas con 40 horas pagadas. Reuther rechazó la exigencia del 30-40 y decidió concentrarse en los salarios anuales totales, mostrando una nueva mentalidad corporativa que aceptaba el argumento de la gerencia de que el menor número de horas entraba en conflicto con los aumentos salariales y otros beneficios laborales, abandonando la vieja posición sindicalista de confrontación según la que se afirmaba que el menor número de horas trabajado elevaba los salarios y protegía a los trabajadores contra el desempleo. El sindicato intervenía en las condiciones de los contratos para sus miembros a través de negociación. Reuther se fijaba en alguno de los "tres grandes" fabricantes de automóviles y, si no ofrecía concesiones, lo atacaría y dejaría que los otros dos absorbieran sus ventas. Además de los altos salarios por hora y las vacaciones pagadas, en 1950 Reuther negoció el primer contrato de la industria con General Motors conocido como el "Tratado de Detroit" (revista Fortune), que pasó a ser conocido como el Tratado de Reuther de Detroit. El UAW negoció pensiones financiadas por el empleador en Chrysler, seguro médico en GM y, en 1955, beneficios complementarios de desempleo en Ford. Muchos proveedores más pequeños siguieron su ejemplo, estableciendo diversos beneficios para sus trabajadores.
Reuther trató de negociar precios de automóviles más bajos para el consumidor con cada contrato, con un éxito limitado. Un acuerdo sobre participación en las ganancias con American Motors no condujo a ninguna parte, porque las ganancias eran pequeñas para este jugador menor. El UAW amplió su alcance para incluir trabajadores en otras industrias importantes como la aeroespacial y las industrias de maquinaria agrícola.
El UAW se desafilió de la AFL-CIO el 1 de julio de 1968, después de que Reuther y el presidente de la AFL-CIO, George Meany, no pudieran llegar a un acuerdo sobre una amplia gama de cuestiones de política o reformas en la gobernanza de la AFL-CIO. El 24 de julio de 1968, pocos días después de la desafiliación del UAW, el presidente general de la Hermandad internacional de camioneros, Frank Fitzsimmons, y Reuther formaron la Alliance for Labor Action (ALA) como una nueva central sindical para organizar a los trabajadores no sindicados y perseguir proyectos políticos y sociales de izquierda. Meany denunció a la ALA como un sindicato dual, aunque Reuther argumentó que no lo era. El programa inicial de la Alianza era ambicioso. La muerte de Reuther en un accidente aéreo el 9 de mayo de 1970, cerca de Black Lake (Míchigan), asestó un duro golpe a la Alianza, y el grupo detuvo sus operaciones en julio de 1971 después de que Auto Workers (casi en bancarrota debido a una larga huelga en General Motors) no pudo continuar financiando sus operaciones.
En 1948, el UAW fundó la estación de radio WDET (101.9 FM) en Detroit. Se vendió a la Universidad Estatal Wayne por 1 dólar en 1952.

### Política
El liderazgo de la UAW apoyó los programas de Coalición del New Deal, defendió firmemente los derechos civiles y respaldó el programa de Gran Sociedad preconizado por el presidente Lyndon B. Johnson. El UAW se volvió fuertemente anticomunista después de que expulsó a sus líderes comunistas a finales de la década de 1940, tras la entrada en vigor de la Ley Taft–Hartley. Apoyó la guerra de Vietnam y se opuso a los candidatos demócratas contra la guerra.
Según Williams (2005), el UAW usó la retórica del nacionalismo cívico o liberal para luchar por los derechos de los negros y otros trabajadores de color entre los años 1930 y 1970. Al mismo tiempo, utilizó esta retórica para rechazar simultáneamente las demandas y limitar los esfuerzos de organización de los trabajadores negros que buscaban superar las jerarquías raciales institucionales en el lugar de trabajo, la vivienda y la UAW. El liderazgo de la UAW denunció estas demandas y esfuerzos como antidemocráticos y antiestadounidenses. Tres ejemplos, argumentó Williams, muestran cómo el uso del nacionalismo de la clase trabajadora por parte de la UAW funcionó como una tradición contrasubversiva dentro del liberalismo estadounidense: la campaña de la UAW en la planta de Ford en Dearborn (Míchigan), a finales de la década de 1930; el conflicto de 1942 en Detroit por la ocupación negra del proyecto de vivienda de Sojourner Truth; y las respuestas del UAW bajo el liderazgo conservador de Reuther a las demandas de representación de los trabajadores negros en el liderazgo del UAW entre mediados de los años cuarenta y los sesenta.

### Década de 1970
El UAW se convirtió en el apoyo financiero y operativo externo más relevante del primer Día de la Tierra en 1970. Según comentó Denis Hayes, el primer coordinador nacional del Día de la Tierra, "¡Sin el UAW, el primer Día de la Tierra probablemente habría fracasado!"
Con el embargo petrolífero de 1973, el aumento de los precios del combustible hizo que los fabricantes de automóviles de EE. UU. perdieran participación de mercado frente a los fabricantes extranjeros, que pusieron más énfasis en la eficiencia del combustible. Esto inició años de despidos y reducciones salariales, y el UAW se encontró en la posición de renunciar a muchos de los beneficios que había ganado para los trabajadores durante décadas. A principios de la década de 1980, los estados productores de automóviles, especialmente en el Medio Oeste de los Estados Unidos y Canadá, se vieron afectados económicamente por la pérdida de empleos e ingresos. Esto alcanzó su punto máximo con la quiebra de Chrysler en 1979. En 1985, la división canadiense del sindicato se desafilió del UAW por una disputa sobre tácticas de negociación y formó el Canadian Auto Workers como sindicato independiente. Específicamente, la división canadiense afirmó que estaban siendo utilizados para presionar a la empresa por beneficios adicionales, que fueron en su mayoría para los miembros estadounidenses.
El UAW vio como se redujo el número de sus miembros después de la década de 1970. La membresía, que superaba los 1,5 millones en 1979, cayó a los 540.000 afiliados en 2006. Con la gran Recesión y la crisis de la industria automotriz de 2008-2010, General Motors y Chrysler solicitaron su reorganización según el Capítulo 11 de la Ley de Quiebras de los Estados Unidos. La afiliación se redujo a 390.000 miembros activos en 2010, con más de 600.000 miembros jubilados cubiertos por planes de pensiones y atención médica.

### sigloXXI

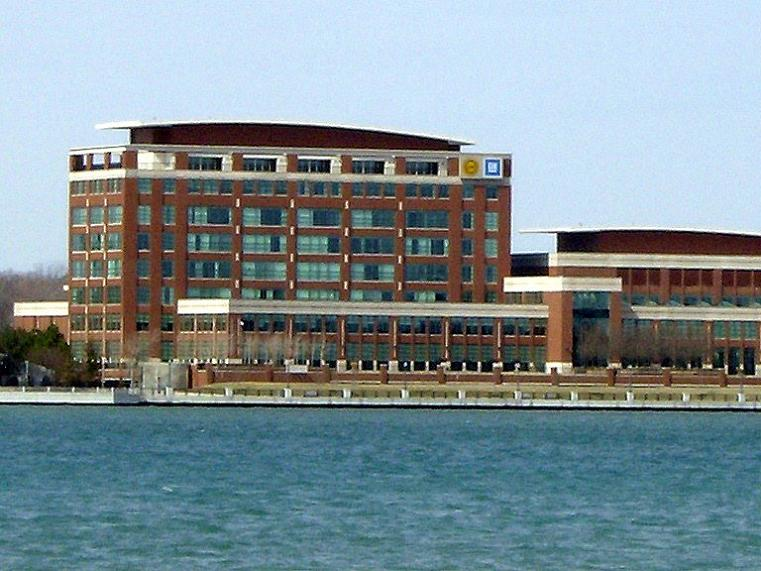
Centro de Recursos Humanos UAW-GM

El UAW ha sido reconocido por contribuir al repunte de la industria automotriz en el siglo XXI, pero también se le ha culpado por buscar generosos paquetes de beneficios en el pasado, lo que en parte condujo a la crisis de la industria automotriz de 2008-2010. Los trabajadores de la UAW que recibían generosos paquetes de beneficios en comparación con los que trabajaban en las plantas de ensamblaje de automóviles japonesas no sindicalizadas en los EE. UU., se mencionaron como la razón principal del diferencial de costos antes de la reestructuración de 2009. En noviembre de 2008, una editorial del New York Times escrita por Andrew Ross Sorkin afirmaba que al trabajador promedio de la UAW se le pagaba 70 dólares por hora, incluidos los costos de salud y pensión, mientras que los trabajadores de Toyota en los EE. UU. recibían entre 10 y 20 dólares menos. El UAW afirma que la mayor parte de esta disparidad de costos laborales proviene de los beneficios heredados de pensiones y de atención médica para los miembros jubilados, de los que los fabricantes de automóviles japoneses no tienen ninguno.
Los Tres Grandes ya habían comenzado a vender sus coches por alrededor de 2.500 dólares menos que los coches equivalentes de las compañías japonesas, según los analistas del Programa Internacional de Vehículos Motorizados. De acuerdo con el Informe Anual de GM de 2007, los trabajadores automotores típicos ganaban un salario base de aproximadamente 28 dólares por hora. Tras el Acuerdo Nacional de 2007, el salario base inicial se redujo a alrededor de 15 dólares por hora. Un salario de segundo nivel de 14,50 dólares por hora, que se aplica solo a los trabajadores recién contratados, es más bajo que el salario promedio en las empresas automotrices no sindicalizadas en el Sur profundo.
Uno de los beneficios negociados por United Auto Workers fue el antiguo programa de banco de empleos, que permitía que los miembros despedidos alguna vez recibieran el 95 por ciento de su salario y beneficios netos. Más de 12.000 miembros de la UAW recibieron este beneficio en 2005. En diciembre de 2008, la UAW acordó suspender el programa como una concesión para ayudar a los fabricantes de automóviles estadounidenses durante la crisis de la industria automotriz.
La dirección del UAW otorgó concesiones a sus sindicatos locales para lograr la paz laboral, un beneficio no calculado por los muchos críticos del UAW. El UAW manifestó que la causa principal de la debilidad del sector automotriz fueron los costos de combustible sustancialmente más caros vinculados a la crisis del petróleo de 2003-2008, lo que hizo que los clientes se alejaran de los grandes SUV y pickup, el principal mercado de los "Tres Grandes" estadounidenses (General Motors, Ford y Chrysler). En 2008, la situación se volvió crítica porque la crisis financiera global y el colapso del sistema de crédito afectaron significativamente a la capacidad de los consumidores para comprar automóviles. Los Tres Grandes también basaron sus respectivas estrategias de mercado en los SUV de bajo consumo de combustible y sufrieron una percepción de calidad más baja (frente a los automóviles de los fabricantes de automóviles japoneses o europeos). En consecuencia, el desarrollo de vehículos dirigido por los Tres Grandes se centró en los camiones ligeros (que tenían mejores márgenes de beneficio) para compensar los costos laborales considerablemente más altos, quedando considerablemente rezagados en los segmentos del mercado de los sedanes frente a los fabricantes de automóviles japoneses y europeos.
La UAW ha tratado de expandir la membresía organizando a los empleados fuera de los Tres Grandes. En 2010, Bob King contrató a Richard Bensinger para organizar fábricas de firmas japonesas, coreanas y alemanas en los Estados Unidos.
En una elección representativa después de que la mayoría de los trabajadores firmaran cartas solicitando la representación del UAW, en febrero de 2014, los trabajadores de la planta de Chattanooga de Volkswagen en Tennessee, votaron en contra del sindicato por un estrecho margen de votos de 712 a 626. Sin embargo, el UAW organizó un sindicato minoritario Local 42, que era voluntario y no cobraba cuotas. Después de la reñida votación en contra de la UAW, Volkswagen anunció una nueva política que permite que grupos que representen al menos el 15 % de la fuerza laboral participen en reuniones, con niveles de acceso más altos para grupos que representen el 30 % y el 45 % de los empleados. Esto llevó a los trabajadores que se opusieron a la UAW en la primera votación, a formar un sindicato rival, el Consejo Estadounidense de Empleados. En diciembre de 2014 se certificó que la UAW representaba a más del 45% de los empleados.
El sindicato continúa participando en la política del estado de Míchigan. El presidente King se opuso abiertamente a la legislación sobre el derecho al trabajo, que se puso por delante a la objeción al trabajo organizado en diciembre de 2012. El UAW también sigue siendo un actor importante en el Partido Demócrata del estado.
En marzo de 2020, el sindicato Detroit United Auto Workers anunció que después de discutir con los líderes de General Motors, Ford y Fiat Chrysler Automobiles, los fabricantes de automóviles cerrarían parcialmente las fábricas de forma "rotativa" para combatir la pandemia de COVID-19.
Durante 2020, el Departamento de Justicia llevó a cabo una investigación de corrupción contra el UAW y tres ejecutivos de Fiat Chrysler con respecto a varios cargos como organización delictiva, desfalco y evasión fiscal. El proceso supuso la condena de doce dirigentes sindicales y de tres ejecutivos de Fiat Chrysler, incluidos dos expresidentes. El UAW devolvió más de 15 millones de dólares por cobros indebidos a los centros de capacitación de trabajadores, pagó 1,5 millones al IRS para resolver problemas fiscales, y adquirió el compromiso de una supervisión independiente durante seis años y un referéndum para reformar potencialmente el modo de elección de sus líderes.
El 15 de septiembre de 2023 comenzó una huelga contra los tres grandes fabricantes de automóviles después de que el sindicato no pudo llegar a un acuerdo con los fabricantes de automóviles con sede en Detroit.

## Trabajadores técnicos, de oficina y profesionales (TOP)
El Distrito 65, un antiguo afiliado del Sindicato de Minoristas, Mayoristas y Grandes Almacenes que incluía como predecesor a la organización de los Trabajadores Unidos de Oficina y Profesionales de América, se fusionó con el UAW en 1989.
En 2008, los 6500 becarios postdoctorales en los diez campus de la Universidad de California, que representaban el 10% de los posdoctorados en los EE. UU., votaron para afiliarse a la UAW, creando la Sindicación de investigadores posdoctorales más grande del país: la UAW Local 5810.
La expansión de la UAW a los círculos académicos, en particular a los investigadores posdoctorales, fue significativa porque la medida ayudó a asegurar avances en los salarios que convirtieron a los investigadores académicos sindicalizados entre los mejor remunerados del país, además de obtener derechos y protecciones sin precedentes.

## Presidentes del UAW
- 1935–1936: Francis J. Dillon
- 1936–1938: Homer Martin
- 1938–1946: R. J. Thomas
- 1946-1970: Walter Reuther
- 1970–1977: Leonard F. Woodcock
- 1977–1983: Douglas Fraser
- 1983–1995: Owen Bieber
- 1995–2002: Stephen Yokich
- 2002–2010: Ron Gettelfinger
- 2010–2014: Bob King
- 2014–junio de 2018: Dennis Williams
- junio de 2018 – 2 de noviembre de 2019: Gary Jones (permiso con disfrute del sueldo a partir del 2 de noviembre de 2019, renunció el 21 de noviembre de 2019)
- 3 de noviembre de 2019 – 30 de junio de 2021: Rory Gamble
- 1 de julio de 2021 – presente: Ray Curry

## Lecturas relacionadas
- Bromsen, Amy. "'They all sort of disappeared': The Early Cohort of UAW Women Leaders," Michigan Historical Review (2011) 37#1 pp 5–39.
- Goode, Bill. Infighting in the UAW: The 1946 Election and the Ascendancy of Walter Reuther.
- Kornhauser, Arthur; Sheppard, Harold L.; and Mayer, Albert J. When Labor Votes: A Study of Auto Workers. (1956)
- Lewis-Colman, David M. Race against Liberalism: Black Workers and the UAW in Detroit (2008)
- Lichtenstein, Nelson and Meyer, Stephen, eds. On the Line: Essays in the History of Auto Work. Urbana, Ill.: University of Illinois Press, 1988. ISBN 9780252060151, OCLC 17509747
- Lichtenstein, Nelson (1985), «UAW bargaining strategy and shop-floor conflict», Industrial Relations: A Journal of Economy and Society 24 (3): 360-381, doi:10.1111/j.1468-232X.1985.tb01037.x.
- Sherk, J. "UAW Workers Actually Cost the Big Three Automakers $70 an Hour." December 8, 2008. The Heritage Foundation. online
- Steigerwald, David. "Walter Reuther, the UAW, and the dilemmas of automation," Labor History (2010) 51#3 pp 429–453.
- Tillman, Ray M. "Reform Movement in the Teamsters and United Auto Workers." In The Transformation of U.S. Unions: Voices, Visions, and Strategies from the Grassroots.Michael S. Cummings and Ray Tillman eds. (1999) ISBN 978-1-55587-813-9.
- Williams, Charles. "Americanism and anti-communism: the UAW and repressive liberalism before the red scare," Labor History (2012) 53#4 pp 495–515
- Williams, Charles. "Reconsidering CIO Political Culture: Briggs Local 212 and the Sources of Militancy in the Early UAW," Labor: Studies in Working Class History of the Americas (2010) 7#4 pp 17–43; focus on  Local 212 president Emil Mazey
- Zieger, Robert H. The CIO, 1935–1955.. Chapel Hill, N.C.: University of North Carolina Press, 1995. ISBN 978-0-8078-2182-4